# 1er corps « Azov »
Pour les articles homonymes, voir 1er corps d'armée.
Le 1er corps de la Garde nationale ukrainienne « Azov » (en ukrainien : 1-й Корпус Національної Гвардії України « Азов ») est une grande unité de la Garde nationale ukrainienne.

## Histoire
Le 1er corps Azov est une formation au sein de la Garde nationale ukrainienne. Son QG est basé sur celui de la 12e brigade spéciale « Azov ».
Le 1er corps d'Azov a été officiellement formé, avec le colonel Denys Prokopenko, le commandant de la brigade Azov, nommé pour diriger ce nouveau corps. Cette décision s’inscrit dans le cadre d’une réforme militaire plus large en Ukraine, visant à améliorer la structure et l’efficacité opérationnelle de ses forces armées.
La création du 1er corps Azov signifie une évolution des racines antérieures de la milice volontaire vers une entité militaire plus formalisée et supervisée par l'État. Le corps regroupe plusieurs brigade d'assaut de la Garde nationale.

## Structure
En 2025, la structure du corps est la suivante :
- 1er corps Azov
  - QG du corps d'armée
  -  1er brigade « Bureviy »
  -  12e brigade « Azov »
  -  14e brigade « Tchervona Kalyna »
  -  15e brigade « Kara-Dag »
  -  20e brigade « Lyubart » (uk)